# Hellfire (jeu vidéo)
Pour les articles homonymes, voir Hellfire.
Hellfire (ヘルファイヤー, Herufaiyā) est un jeu vidéo de shoot them up en défilement horizontal développé par Toaplan, sorti sur borne d'arcade en 1989. Il a été adapté sur Mega Drive en 1990 et une version PC Engine, intitulée Hellfire S: The Another Story, a également vu le jour au Japon en 1991.

## Trame
En 2998, la galaxie, paisible depuis près d'un millénaire, est subitement attaquée par une force obscure. initialement les scientifiques la décrivent comme un « groupement d'étoiles noires » qui se rapproche de la galaxie mais en fait c'est une gigantesque armée qui engloutit les étoiles une à unes.
La confédération galactique se trouve prise au dépourvu tandis que l'armée destructrice, « la nébuleuse noire », arrive aux portes de la galaxie.
Préparée à sa fin, la confédération a perdu tout espoir lorsque Lancer, un jeune capitaine propose de partir à bord de son vaisseau, le Sylphide (un vaisseau de type CNCS1) pour combattre la menace.
Le plan mis en place est de pénétrer à l'intérieur de la flotte ennemie et de créer la surprise grâce à une arme spéciale, le « Hellfire/Hyper Cannon ».

## Système de jeu

### Généralités
Dans Hellfire, le scrolling est assez lent et laisse place à beaucoup de tactique. Globalement, le jeu dispose d'une difficulté assez élevée, il suffit que le joueur se fasse toucher par n'importe quel projectile ou heurte n'importe quelle surface pour qu'il meure.
Les commandes du jeu sont classiques, même si peu ergonomiques, le bouton A permet de tirer des missiles (en quantité illimité) à condition de rester appuyé dessus (réglable dans le menu option). Le bouton B permet de changer la direction de tir des missiles (de face, à gauche et à droite, derrière ou dans les quatre diagonales) et le bouton C permet de déclencher le Hellfire/Hyper Cannon.
Le vaisseau de joueur ne peut pas subir de rotation, pour tirer dans des endroits difficiles d'accès, le joueur doit choisir parmi les directions de tirs des missiles. D'un point de vue ergonomique, les missiles ont une couleur différente selon la direction dans laquelle ils vont.
Le jeu est en scrolling horizontal (avec un léger scrolling vertical). Les graphismes sont constitués de sprites colorés.

### Bonus
Différents bonus sont disponibles :
- Speed Up augmente la vitesse de déplacement du vaisseau
- Bonus Points augmente le score (le nombre de point gagné est doublé à chaque fois)
- 1 Up donne une vie supplémentaire
- Power Unit donne un niveau de puissance supplémentaire (passe d'une catégorie d'arme à une autre)
- Shield procure un bouclier au vaisseau, il peut ainsi se faire toucher une fois sans mourir.(Sauf la version Arcade)
- Seeker/Option un robot auto-piloté qui aide le joueur en détruisant une partie des ennemis.(Version MD seulement)
- Hellfire/Hyper Cannon donne une arme Hellfire/Hyper Cannon supplémentaire.(Version MD seulement)

### Le vaisseau
Le vaisseau spatial a une forme de fusée et des capacités modulaires. Au fur et à mesure du jeu, le joueur peu récupérer des bonus améliorant la force de tir, la taille ou la vitesse du vaisseau.
Lorsque le joueur récupère un Power Unit, il passe d'un niveau à l'autre : au début, il tire des balles simples, puis des missiles, puis des doubles lasers, des super double lasers, des triple lasers et des super triple lasers.

### Hellfire/Hyper Cannon
L'arme Hellfire/Hyper Cannon est assez destructrice mais n'est pas annihilante : elle ne détruit pas tout d'un coup. Elle est constituée d'un puissant rayon de feu qui détruit tout sur son passage, y compris les projectiles ennemis.

### Seeker/Option
Seeker/Option est le nom d'un petit robot récupérable pendant le jeu, mais non contrôlable, il est très petit et indestructible. Il se contente de se déplacer sur les ennemis et lorsqu'il les touche, il les détruit.

### Niveaux
1. Hoggr, l'étoile glacée
2. Qat, le désert
3. Syrinx, les tropiques
4. Lodur, la foret
5. Urd, l'usine
6. Pholus, le géant

Tous les niveaux se terminent par un boss certains ont des boss intermédiaires.

## Bande-son
Le jeu dispose de 28 musiques et effet sonores. Le son a été conçu par Hiroji Sawai et Yasuhiro Kawasaki (avec Akihiro Saito aux effets sonores).

## Exploitation
Le jeu d'arcade a été licencié à Taito pour la manufacture et la distribution. La version Mega Drive a été édité par Masaya au Japon, Sega en Europe et Seismic aux États-Unis. NEC Avenue a édité la version PC Engine.